# 1101 dans les croisades
Cette page regroupe les évènements concernant les Croisades qui sont survenus en 1101 : 
- mars : Tancrède de Hauteville part à Antioche assumer la régence pendant la captivité de Bohémond de Tarente. La princée de Galillée est inféodée à Hugues de Fauquembergues[1].
- avril : prise d'Arsouf par Baudouin Ier[2].
- 17 mai : prise de Césarée par Baudouin Ier[2].
- 5 août : une croisade de secours, composée de Lombards, menée par Raymond de Saint-Gilles est massacrée vers Ankara[3].
- août : une croisade de secours, menée par Guillaume II de Nevers est massacrée près d'Eregli[2].
- 5 septembre : une croisade de secours, menée par le comte de Poitiers et le duc de Bavière est massacrée en Anatolie[2].
- 7 septembre : première bataille de Ramla[2].